# Roorback
Roorback är Sepulturas nionde album. Det blir första albumet som släpps genom skivbolagen SPV och Steamhammer. Roorback släpptes med "Bullet The Blue Sky" som bonusspår och albumet släpptes även som en digipak med dubbel CD som innehåller deras EP Revolusongs.

## Låtlista
1. "Come Back Alive" – 3:07
2. "Godless" – 4:22
3. "Apes Of God" – 3:36
4. "More Of The Same" - 3:59
5. "Urge" - 3:17
6. "Corrupted" - 2:33
7. "As It Is" - 4:27
8. "Mindwar" - 3:00
9. "Leech" - 2:24
10. "The Rift" - 2:56
11. "Bottomed Out" - 4:36
12. "Activist" - 1:53
13. "Outro" - 11:37
14. "Bullet The Blue Sky" (bonusspår) - 4:31

## Medverkande
- Derrick Green - sång
- Andreas Kisser - gitarr
- Paulo Jr. - bas
- Igor Cavalera - trummor